# Dzieci kukurydzy VI: Powrót Isaaca
Dzieci kukurydzy VI: Powrót Isaaca (ang. Children of the Corn 666: Isaac's Return) – amerykański horror z 1999 roku w reżyserii Kari Skogland. Szósty sequel kultowego filmu Dzieci kukurydzy (1984). Wyprodukowany przez Dimension Films i Buena Vista Home Entertainment.
Jest to czwarty film z serii, który bezpośrednio trafił na rynek video.

## Opis fabuły
Hannah (Natalie Ramsey) przybywa do rodzinnego Gatlin, aby poznać okoliczności śmierci matki. Mieszkańcy obarczają winą Isaaca (John Franklin), który jest w śpiączce. Powrót Hannah sprawia jednak, że odzyskuje świadomość. Musi bowiem wypełnić starą przepowiednię.

## Obsada
Źródło: Filmweb
- Natalie Ramsey jako Hannah Martin
- John Franklin jako Isaac Chroner
- Paul Popowich jako Gabriel
- Nancy Allen jako Rachel Colby
- Stacy Keach jako doktor Michaels
- Alix Koromzay jako Cora
- John Patrick White jako Matt
- Sydney Bennett jako Morgan

i inni